# Tokina

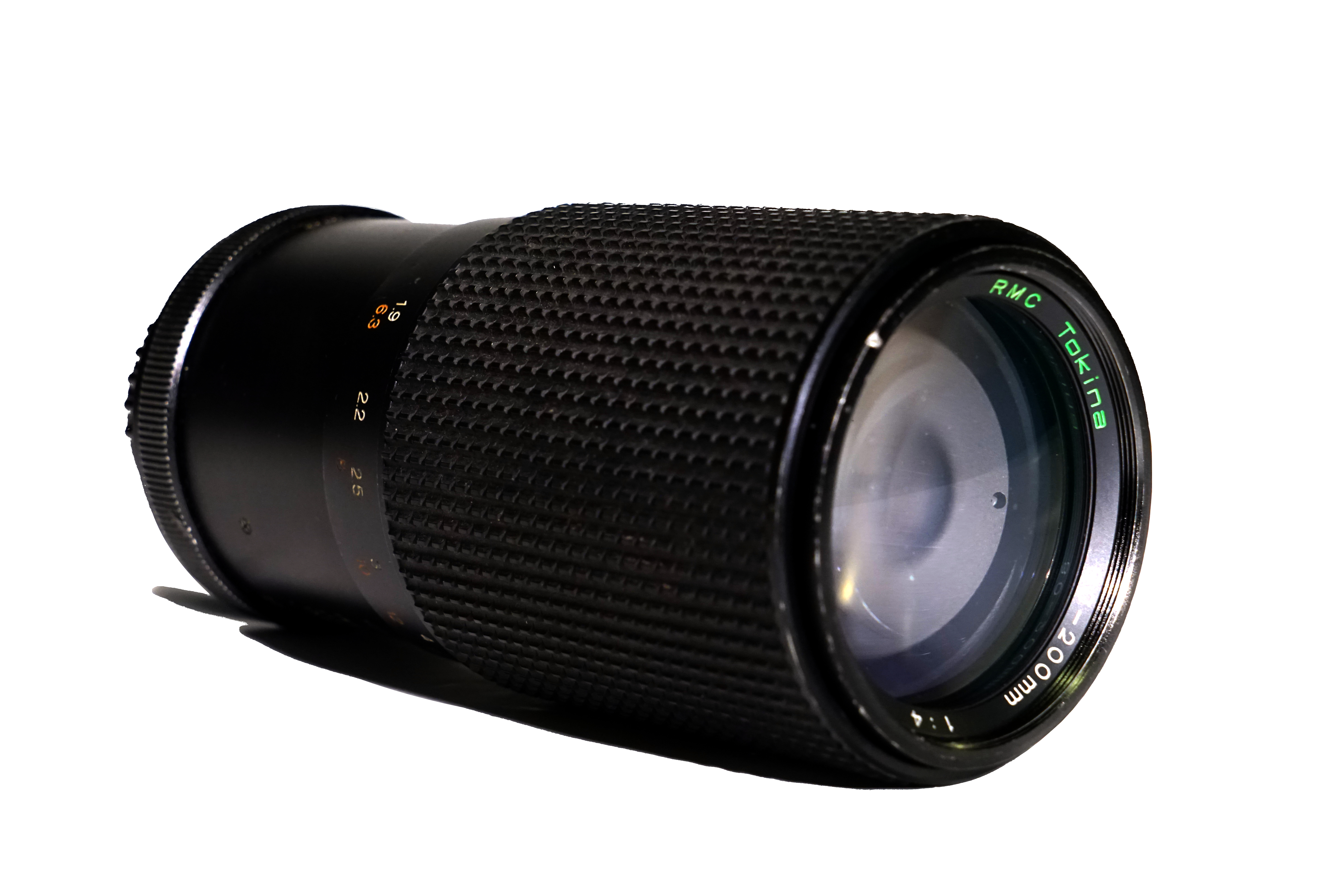
RMC Tokina 80-200 mm F4

Tokina Co., Ltd. je japonská firma, vyrábějící fotografické objektivy pro jednooké zrcadlovky a bezpečnostní kamery. 
Firmu Tokina založila skupina inženýrů, kteří opustili Nikon a soustředili se pouze na vývoj a výrobu vysoce kvalitních objektivů typu zoom, což byla v té době novinka. Původně je dodávala pod značkami jiných výrobců, po roce 1970 i pod svou značkou. Objektivy jsou použitelné pro jednooké zrcadlovky všech velkých výrobců (Canon, Nikon, Pentax) a konkurují tak jak objektivům těchto firem, tak dalším nezávislým výrobcům objektivů, jako je Sigma a Tamron. 
Čočky pro výrobu objektivů dodává Tokině firma Hoya.